# NGC 7503
NGC 7503 (другие обозначения — PGC 70628, MCG 1-59-8, ZWG 406.12, NPM1G +07.0512) — эллиптическая галактика (E2) в созвездии Рыбы.
Этот объект входит в число перечисленных в оригинальной редакции «Нового общего каталога».
В галактике вспыхнула сверхновая SN 2001ic типа Ia, её пиковая видимая звездная величина составила 17,4.